# 河村豊洲

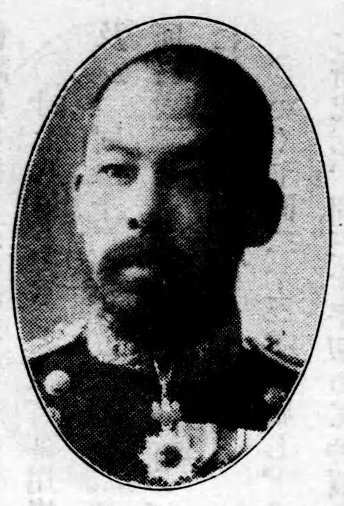
河村豊洲

河村 豊洲（かわむら ほうしゅう、嘉永2年1月28日〈1849年2月20日〉 - 昭和8年〈1933年〉11月8日）は、日本の医師、海軍軍人。軍医総監。

## 経歴
豊後国臼杵藩に仕える藩医・河村三達の次男。宮川家に養子入りしてはじめ宮川玄水と名乗り、日田の咸宜園に学んだのち鹿児島の開成所などで洋学と最新の医学を学ぶ。
明治維新後、上京して海軍病院の軍医となるが、海軍に入った頃に河村姓に戻って名も豊洲と改めている。その後、西南戦争やコレラの流行などに際して医師として活躍、順調に階級を上げて、日清戦争では連合艦隊軍医長として旗艦松島に乗艦して戦傷を負う。明治30年（1897年）には軍医として最高の地位にあたる軍医総監に昇進するが、明治34年（1901年）には「後進の為進路を開く」として職を辞した。1914年1月26日、後備役となり、同年3月1日に退役した。
その後、あらゆる公職を断り続けて昭和8年（1933年）に85歳で死去した。死に際して、全ての財産の寄付を命じ、遺族もそれに従って財産のほとんどを医学界や博物館に寄贈したという。墓所は青山霊園。

## 栄典
位階
- 1885年（明治18年）9月16日 - 正六位[4]
- 1897年（明治30年）3月1日 - 正五位[5]
- 1902年（明治35年）4月30日 - 従四位[6]

勲章等
- 1895年（明治28年）
  - 9月27日 - 旭日中綬章・功四級金鵄勲章[7]
  - 11月18日 - 明治二十七八年従軍記章[8]